# Ben van Berkel
Ben van Berkel (Utrecht, 25 gennaio 1957) è un architetto olandese.

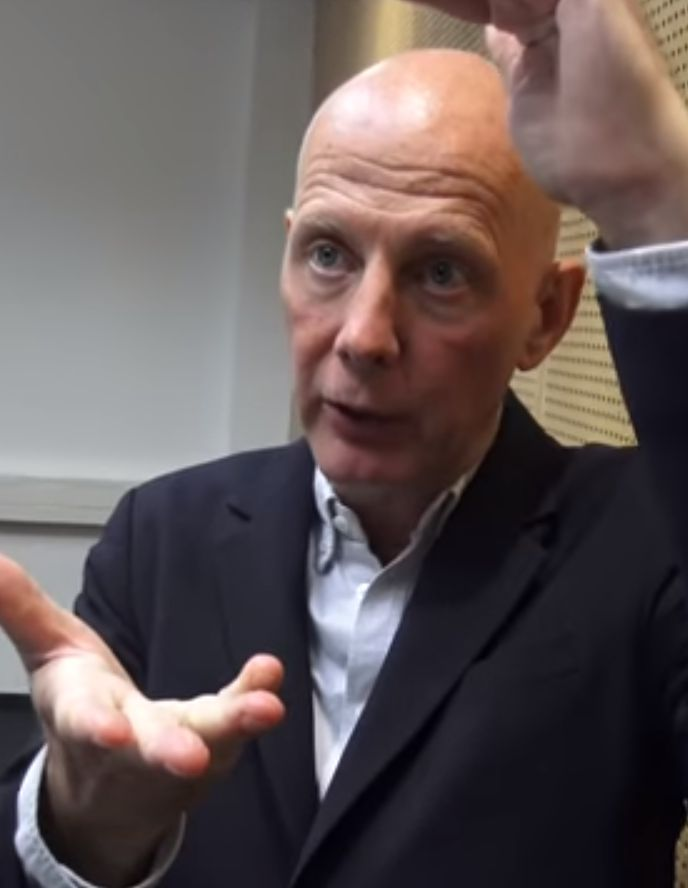
Ben van Berkel, 2018

Fondatore e principale architetto dello studio di architettura UNStudio, ha progettato tra le opere più note l'Erasmus Bridge di Rotterdam, la Moebius House nei Paesi Bassi, il Mercedes-Benz Museum di Stoccarda, la stazione centrale di Arnhem, l'Università di Singapore di Architettura e Design e Raffles City a Hangzhou.

## Biografia

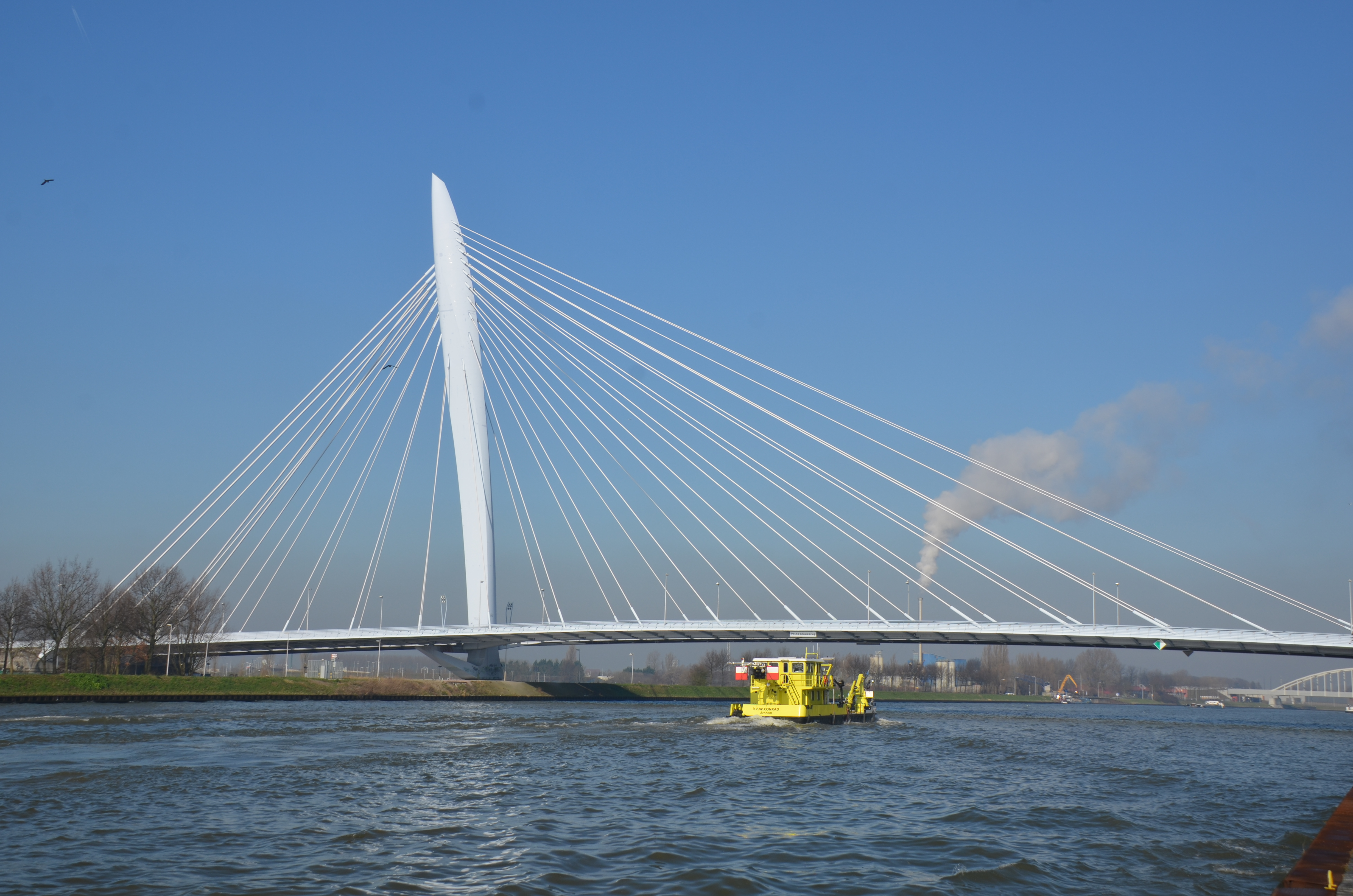
Prins Clausbrug

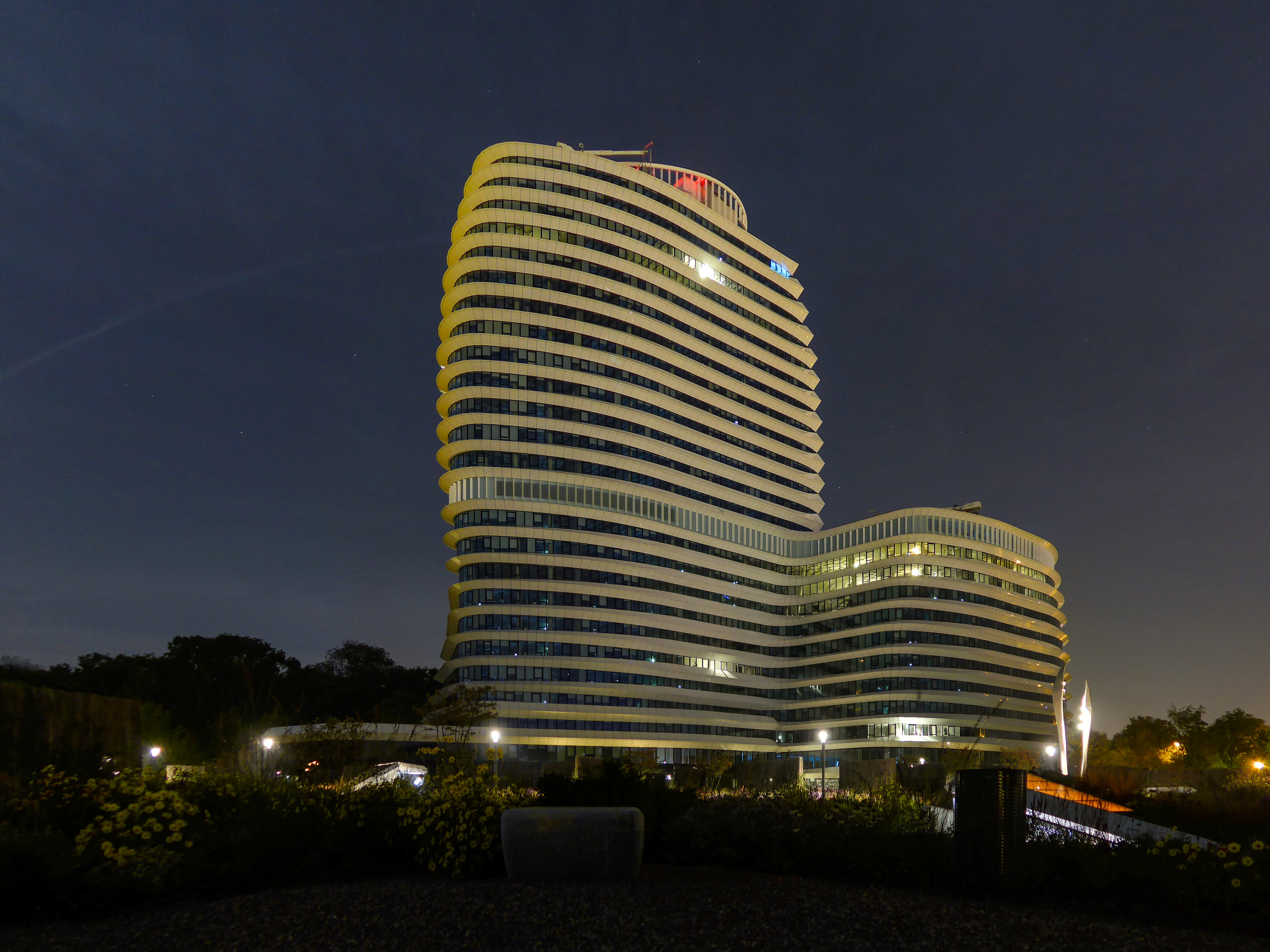
Kempkensberg

Ben van Berkel ha studiato architettura alla Rietveld Academy di Amsterdam e alla Architectural Association di Londra, ricevendo il Diploma AA con lode nel 1987.
Nel 1988 lui e la sua allora moglie, Caroline Bos, fondarono uno studio di architettura ad Amsterdam chiamato Van Berkel & Bos Architectuurbureau, che realizzò, tra gli altri progetti, l'edificio per gli uffici Karbouw e il ponte Erasmus a Rotterdam. Nel 1998 van Berkel e Bos rinominarono lo studio in UNStudio, dove l'UN sta per "United Network".
Ben van Berkel ha tenuto conferenze e insegnato in molte scuole di architettura in tutto il mondo. Ha diretto Unità per il diploma presso l'Istituto Berlage di Rotterdam (1992-1993) e l'Architectural Association di Londra (1999). Prima del suo ruolo di Professor Conceptual Design alla Städelschule di Francoforte (2001-2016), è stato Visiting Professor presso la Columbia University, la Princeton University e la Harvard University. Nel 2011 Ben van Berkel è stato nominato Kenzo Tange Chair presso la Harvard Graduate School of Design. Il punto centrale del suo insegnamento è l'approccio inclusivo delle opere architettoniche che integrano l'organizzazione virtuale e materiale e le costruzioni ingegneristiche.

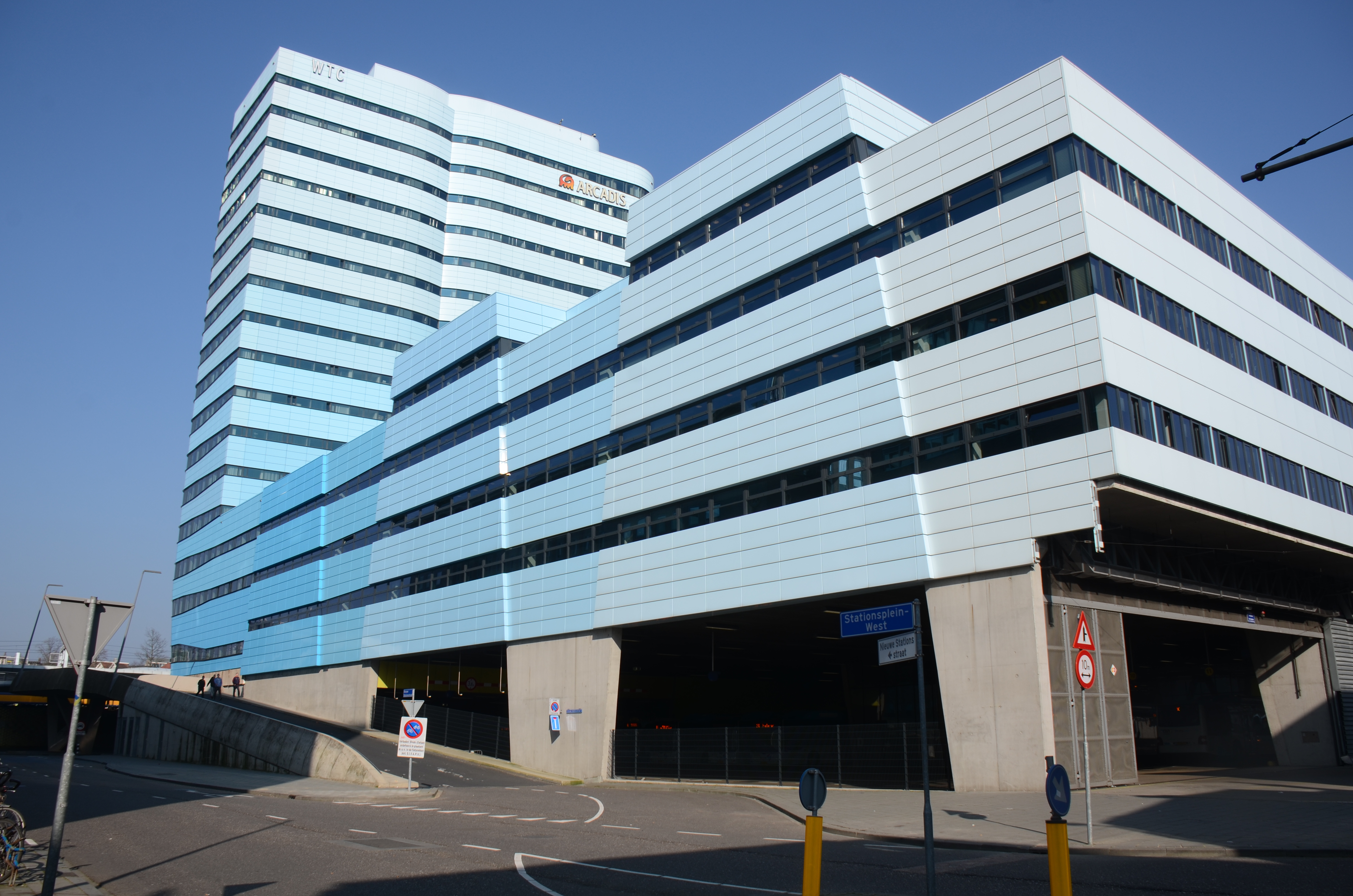
Park- en Rijntoren

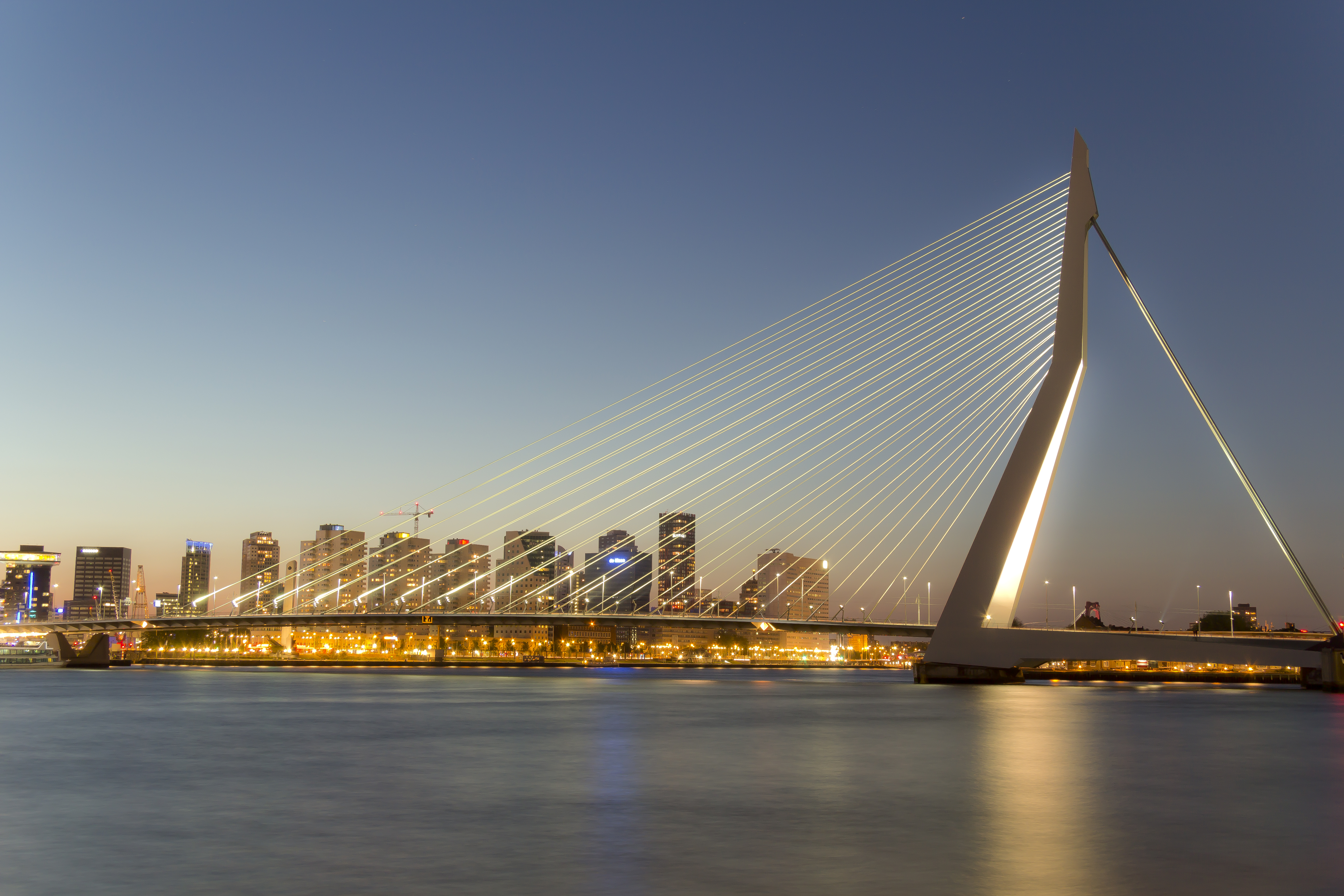
Erasmusbrug

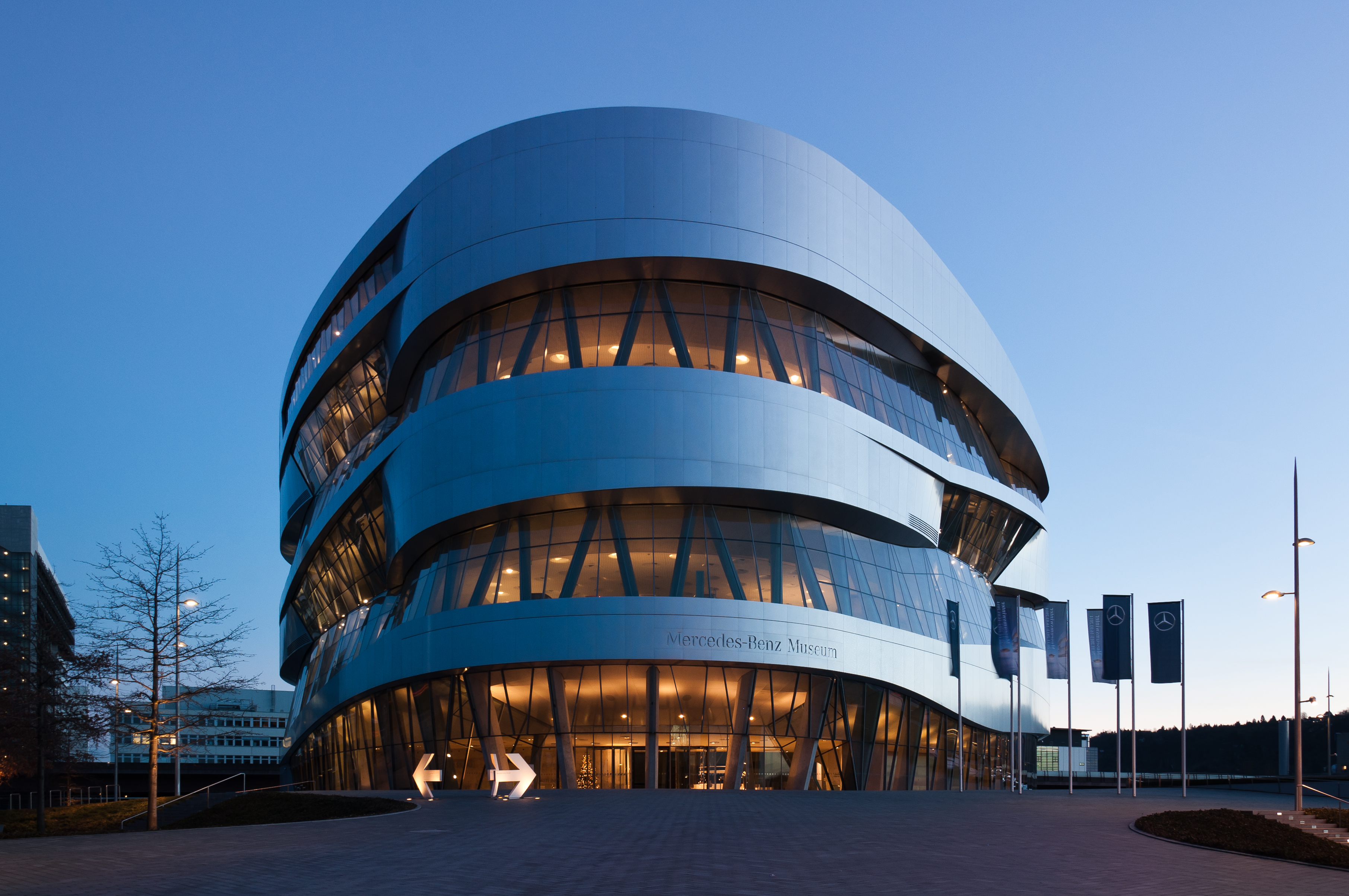
Mercedes-Benz Museum

Ben van Berkel ha ricevuto molti premi e affiliazioni personali, come l'Eileen Grey Award (1983); la British Council Fellowship (1986); il premio Charlotte Köhler (1991); Membro onorario del Bund Deutscher Architekten (1997); il 1822-Kunstpreis 2003 (per il Museo Mercedes-Benz); il Charles Jencks Award (2007); la Honorary Fellowship AIA (2013) e il Kubus Award (2016).

## Opere
- Erasmus Bridge (1991-1996), Rotterdam , Paesi Bassi
- Museo Het Valkhof (1995-1998), Nijmegen , Paesi Bassi
- Möbius House (1993-1998), Naarden , Paesi Bassi
- Facoltà di musica e teatro (1998-2009), Università di Graz, Graz , Austria
- VilLA NM (2000-2007), Upstate New York, Stati Uniti
- Museo Mercedes-Benz (2001-2006), Stoccarda , Germania
- Teatro Agora (2002-2007), Lelystad, Paesi Bassi
- Laboratorio di ricerca (2003-2008), Università Groningen, Groningen , Paesi Bassi
- Galleria Department Store (2003-2005), Seoul , Corea del Sud
- UNStudio Office Tower (2003-2010), South Axis Amsterdam , Paesi Bassi
- Five Franklin Place Residential Tower (2006), New York City , Stati Uniti
- Holiday Home (2006), Institute for Contemporary Art, Philadelphia , Stati Uniti
- Star Place Department Store (2006-2008), Kaohsiung , Taiwan
- Agenzia esecutiva per l'istruzione e uffici tributari (2007-2011), Groningen , Paesi Bassi
- Galleria Cheonan Department Store (2008-2010), Cheonan , Corea del sud
- Lock Island Bridges (2008), Dubai , Emirati Arabi Uniti
- Mychair (2008), Walter Knoll
- New Amsterdam Pavilion (2008-2009), New York City , Stati Uniti
- Diakonessenhuis Health Care Campus (2009), Utrecht , Paesi Bassi
- Creative Zone Masterplan (2009), Pechino, Cina
- Twofour54 Media Center (2009), Abu Dhabi, Emirati Arabi Uniti
- Youturn Pavilion (2010), Sao Paulo Art Biennale, Sao Paulo , Brasile
- SitTable (2010), PROOFF
- Exhibition Motion Matters (2011), Harvard University Graduate School of Design, Cambridge , Stati Uniti
- New Amsterdam Chair (2011-2011), Wilde + Spieth
- Ardmore Residence (2006-2013) Torre residenziale, Singapore
- maniglia Twist (2014), Olivari
- Singapore University of Technology and Design (2010-2015), Singapore
- Scotts Tower (2010-2017), Torre residenziale, Singapore
- Le Toison d'Or (2009-2016), Complesso commerciale e residenziale, Bruxelles , Belgio
- Raffles City (2008-2016), a uso misto, Hangzhou , Cina
- Stazione centrale di Arnhem (1996-2015), Arnhem , Paesi Bassi
- Ponte Parodi (2000), Riqualificazione del porto, Genova , Italia
- Sede di Hanwha (2013), ristrutturazione, Seoul , Corea del Sud

## Premi
- BNA Cube (Station Arnhem Centraal) (2016)
- Honorary Fellowship AIA (2013)
- RIBA International Fellowship (2009)
- Charles Jencks Award (2007)
- 1822-Kunstpreis 2003 (Museo Mercedes-Benz, Stoccarda) (2003)
- Membro onorario del Bund Deutsche Architekten (1997)
- Premio Charlotte Köhler per l'architettura (1991)
- British Council Fellowship (1986)
- Eileen Grey Award (1983)